# 豊丘インターチェンジ
豊丘インターチェンジ（とよおかインターチェンジ）は、愛知県知多郡南知多町にある南知多道路のインターチェンジ。
南知多道路の終点である。料金は豊丘料金所で支払いとなるため、料金所はない。このICまでの全区間が4車線であるが、ICの手前に分岐があり左車線がランプウェイ（豊丘・豊浜方面）、右車線が本線（師崎方面）となる。開通時点では師崎方面へ直結する本線がなく右左折を介してつながっていたが後に本線が完成2車線で開通した。このICから南知多道路に入った場合、南知多ICまで出られない（古布ICは名古屋方面のみ出入り可能なハーフインターチェンジ）。

## 道路
- 南知多道路（終点）

## 接続する道路
- 愛知県道7号半田南知多公園線
- 愛知県道280号豊丘豊浜線

## 周辺
- 師崎港
- 鯛まつり広場
- 豊浜港・豊浜魚ひろば

## 隣
南知多道路
古布IC - 豊丘IC